# Weinheim (Alzey)
Weinheim ist der größte Stadtteil der Stadt Alzey mit über 1.900 Einwohnern, 772 bereits urkundlich erwähnt. Die Landwirtschaft und insbesondere der Weinbau waren schon hoch entwickelt, deshalb ist anzunehmen, dass hier schon viel früher gesiedelt wurde.
Weinheim hat eine evangelische und eine katholische Kirche, alte Mühlen: wie die Neumühle, die Poppenschänke oder die Würzmühle. Heute sind hier vier Gaststätten, drei Bäckereien, ein Metzger, eine Apotheke, Banken, Kindergarten, Grundschule, Sporthalle. Das Vereinsleben ist in Weinheim sehr ausgeprägt. Die Rheinhessische Weinkönigin 1999 ist aus Weinheim, des Weiteren hat Weinheim schon sieben Alzeyer Weinköniginnen hervorgebracht, unter anderem die amtierende Alzeyer Weinkönigin Katharina Matheis.

## Geographie

### Geologie
Bekannt wurde Weinheim durch die Naturdenkmale „Trift“ und „Zeilstück“ sowie durch das ehemalige Naturdenkmal „Würzmühle“. Bei der Sandgewinnung in den ehemaligen Sandgruben kam ein reichhaltiges Spektrum von außergewöhnlich gut erhaltenen Fossilien zu Tage, welche die optimalen Lebensbedingungen vor zirka 30 Millionen Jahren an den subtropischen Küsten der Weinheim-Bucht belegen. Die Schalen von Austern, Samtmuscheln und weiteren Meeresmuscheln und -schnecken, Spuren von Rochen und Rippen einer Seekuh können an der Steilwand der „Trift“ entdeckt werden. Wie bereits seit über 150 Jahren sind die Naturdenkmale „Trift“ und „Zeilstück“ bis zum heutigen Tag Ziele wissenschaftlicher Exkursionen.
Ein Fossil, die Meeresschnecke Cerithium Weinheimense, wurde bisher nur in der Weinheimer Bucht gefunden und ist Namensgeberin für den rund 10 km langen Rundwanderweg "Weinheimense Route". Start- und Zielpunkt des Rundwanderweges ist das Naturdenkmal Trift. Entlang des Wanderweges vermitteln 13 Informationstafeln Einblicke in die regionale Geologie und Erdgeschichte und die heimische Tier- und Pflanzenwelt. Der erste Abschnitt des Rundwanderweges wurde im September 2012 eröffnet, am 2. Juni 2013 wurde der gesamte Rundwanderweg offiziell eröffnet.

### Stadtgliederung
Weinheim ist neben Dautenheim, Heimersheim und Schafhausen einer von vier Alzeyer Stadtteilen.

## Geschichte
Im Mittelalter war das Kloster Otterberg im Ort begütert.
Am Ende des Alten Reichs gehörte Weinheim den Freiherren zu Hunolstein.

Nach der Einnahme des linken Rheinufers durch französische Revolutionstruppen wurde die Region 1793 von Frankreich annektiert. 
 Verzögert durch die Koalitionskriege wurde die Annexion erst nach 1797 konsolidiert und Weinheim gehörte von 1798 bis 1814 zum Kanton Alzey im Departement Donnersberg. Gerichtlich war im Bereich des Kantons für die Zivilgerichtsbarkeit das Friedensgericht Alzey zuständig, für die Angelegenheiten der freiwilligen Gerichtsbarkeit im übrigen Notariate.
Aufgrund 1815 auf dem Wiener Kongress getroffener Vereinbarungen und eines 1816 zwischen dem Großherzogtum Hessen, Österreich und Preußen geschlossenen Staatsvertrags kam Rheinhessen, und damit auch die Gemeinde Weinheim, zum Großherzogtum Hessen, das das neu erworbene Gebiet als Provinz Rheinhessen organisierte. Nach der Auflösung der Kantone in der Provinz kam der Ort 1835 zum neu errichteten Kreis Alzey.
Das Friedensgericht Alzey wurde 1879 aufgelöst und durch das Amtsgericht Alzey ersetzt.
Nach dem Zweiten Weltkrieg gehörte die Gemeinde zur französischen Besatzungszone und wurde 1946 Teil des neu gebildeten Landes Rheinland-Pfalz. 
Am 22. April 1972 wurde die Gemeinde Weinheim in die Kreisstadt Alzey eingegliedert.

## Politik

### Ortsbeirat
Weinheim ist als einer von vier Ortsbezirken der Stadt Alzey ausgewiesen und wird von einem Ortsbeirat und einem Ortsvorsteher politisch vertreten.
Der Ortsbeirat besteht aus fünfzehn Ortsbeiratsmitgliedern. Bei der Kommunalwahl am 9. Juni 2024 wurden die Beiratsmitglieder in einer personalisierten Verhältniswahl gewählt. Die Sitzverteilung im Ortsbeirat:
| Wahl | SPD | CDU | FWG * | WGF ** | Gesamt   |
| 2024 | –   | –   | 6     | 9      | 15 Sitze |
| 2019 | 4   | 5   | 6     | –      | 15 Sitze |
| 2014 | 4   | 5   | 6     | –      | 15 Sitze |
| 2009 | 5   | 3   | 7     | –      | 15 Sitze |

### Ortsvorsteher
Uwe Frey (CDU) wurde 2014 Ortsvorsteher von Weinheim. Bei der Direktwahl am 26. Mai 2019 wurde er mit einem Stimmenanteil von 75,49 % und am 9. Juni 2024 als einziger Bewerber mit 74,9 % für jeweils weitere fünf Jahre in seinem Amt bestätigt.
Freys Vorgänger als Ortsvorsteher war bis 2014 Gerd Fluhr (FWG).

### Wappen
Der Schild ist geteilt und unten gespalten. Das goldene Schildeshaupt zeigt eine grüne beblätterte Traube, unten links in Silber ein schwarzes durchgehendes Kreuz (Deutschordensritter), unten rechts in Schwarz einen rot-gekrönten und bewehrten goldenen Löwen (Kurpfalz).
In Anordnung der einzelnen Felder wurde hier von der alten Siegelform abgewichen, weil das überschlanke Kreuz im Vergleich zu den beiden anderen teilen zu massiv wirken würde.

## Kultur und Sehenswürdigkeiten

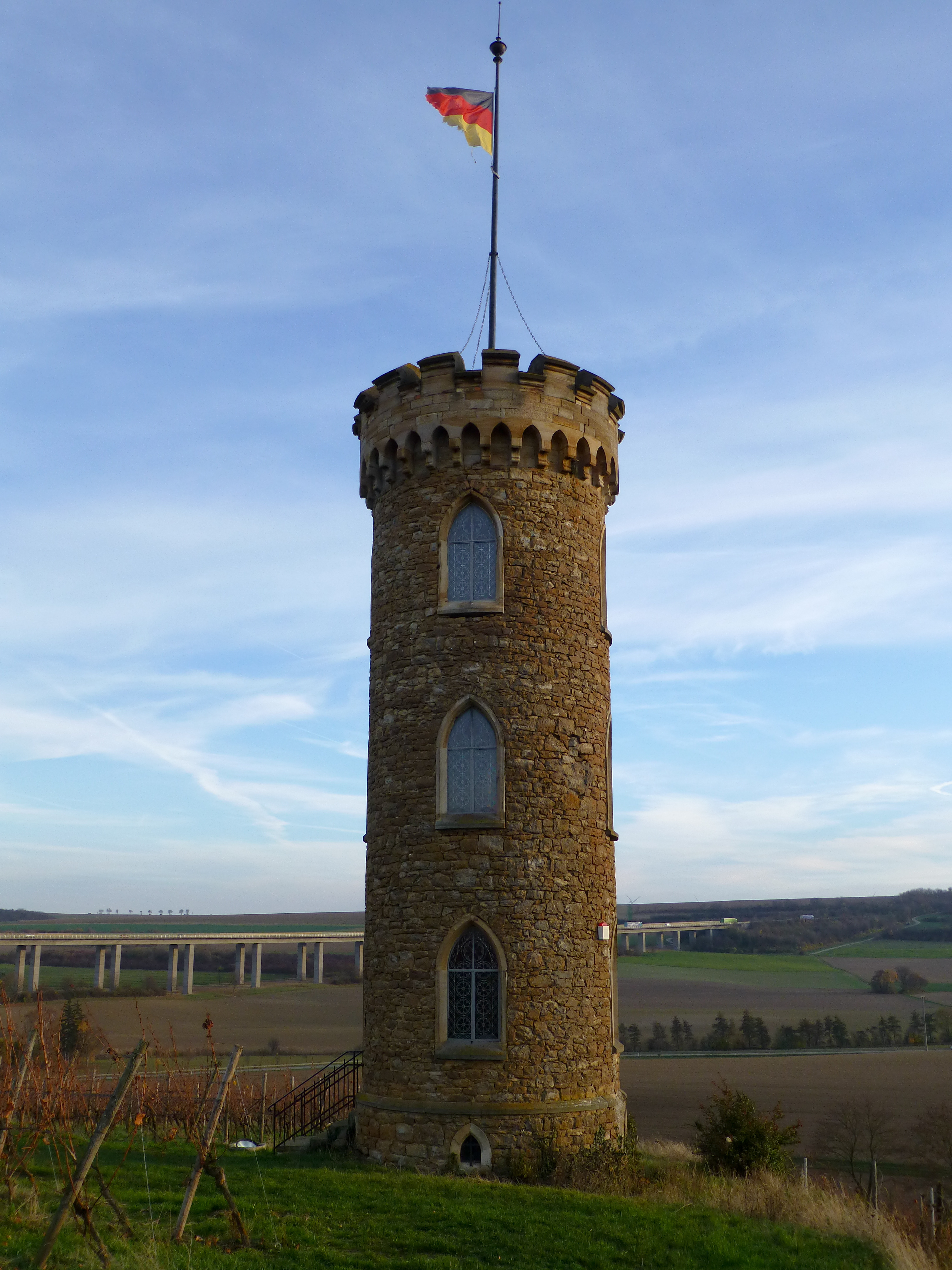
Heiligenblut-Turm

### Bauwerke
Am Ostrand von Weinheim befindet sich das Weingut Heiligenblut mit drei sehenswerten denkmalgeschützten Gebäuden. Die 1887 errichtete spätklassizistische Villa Heiligenblut, die oberhalb der Villa stehende Kapelle zum Heiligen Blut (1889/90), die seit 2008 ein Standesamt beherbergt und der 1887 errichtete Weinbergs- und Aussichtsturm Heiligenblut-Turm.
Siehe auch: Brunnen Weinheim (Alzey)